# East Cornwall League
East Cornwall League (trước đây là East Cornwall Premier League) là một giải bóng đá nằm ở Cornwall và Tây Devon, Anh. Premier Division và Division One nằm ở Cấp độ 12 và 13 trong Hệ thống các giải bóng đá ở Anh. Do điều khoản tài trợ nên hiện tại giải đấu có tên là Cornish Guardian East Cornwall League. Premier Division có 14 câu lạc bộ và Division One có 15, với thể thức 2 lên hạng, 2 xuống hạng giữa 2 hạng đấu.
Có tối đa 20 tham gia ở một hạng đấu cho đến mùa giải 2005–06, sau khi lần đầu tiên giải bị chia thành 2 hạng đấu, với top 14 đội đầu bảng từ mùa giải 2005–06 tạo thành Premier Division, các đội còn lại cùng với các đội bóng đến từ Plymouth, chuyển từ giải Plymouth and West Devon League để tạo thành Division One. Ba đội từ East Cornwall League (Camelford, Dobwalls và Foxhole Stars) được trở thành các đội bóng sáng lập cho giải đấu mới South West Peninsula League Division One West năm 2007. Đội vô địch Premier Division lên hạng cuối mùa giải 2010–11, đội á quân Sticker cũng lên hạng cuối mùa giải 2011-12 và Millbrook được thăng hạng cuối mùa giải 2013-14 sau khi kết thúc ở vị trí thứ 3.

## Các câu lạc bộ mùa giải 2015–16

### Premier Division
- Bere Alston United
- Callington Tonw Dự bị
- Edgcumbe
- Launceston Dự bị
- Liskeard Athletic Dự bị
- Plymstock United Dự bị
- Polperro
- Probus
- St. Dominick
- St. Stephens Borough
- St. Teath
- Saltash United Dự bị
- Tavistock Dự bị
- Torpoint Athletic Dự bị

### Division One
- AFC St. Austell Dự bị
- Bodmin Town Dự bị
- Bude Town Dự bị
- Camelford Dự bị
- Holsworthy Dự bị
- Lanreath
- Mevagissey
- Millbrook Dự bị
- Morwenstow
- Nanpean Rovers
- Padstow United
- Pensilva
- Roche
- St. Blazey Dự bị
- Wadebridge Town Dự bị

## Recent champions
- 1990–91 – St Blazey Dự bị
- 1991–92 – St. Dennis
- 1992–93 – Liskeard Athletic Dự bị
- 1993–94 – Liskeard Athletic Dự bị
- 1994–95 – Nanpean Rovers
- 1995–96 – Saltash United Dự bị
- 1996–97 – Nanpean Rovers
- 1997–98 – Callington Town
- 1998–99 – Callington Town
- 1999–2000 – St Dennis
- 2000–01 – Liskeard Athletic Dự bị
- 2001–02 – Liskeard Athletic Dự bị
- 2002–03 – Foxhole Stars
- 2003–04 – Liskeard Athletic Dự bị
- 2004–05 – Foxhole Stars
- 2005–06 – Saltash United Dự bị
- 2006–07 – Foxhole Stars (Premier), Tamarside (Division One)
- 2007–08 – Torpoint Athletic Dự bị (Premier), St Stephen (Division One)
- 2008–09 – Torpoint Athletic Dự bị (Premier), Plymouth Parkway Dự bị (Division One)
- 2009–10 – Torpoint Athletic Dự bị (Premier), St. Dennis (Division One)
- 2010–11 – St. Dennis (Premier), St. Dominick (Division One)
- 2011–12 – Torpoint Athletic Dự bị (Premier), Liskeard Athletic Dự bị (Division One)
- 2012–13 – Plymouth Parkway Dự bị (Premier), Polperro (Division One)
- 2013–14 – Plymouth Parkway Dự bị (Premier), Edgcumbe (Division One)
- 2014–15 – Torpoint Athletic Dự bị (Premier), St. Stephens Borough (Division One)